# هیرومی کاواکامی
هیرومی کاواکامی (ژاپنی: 川上 弘美؛ ‏انگلیسی: Hiromi Kawakami؛ زادهٔ ۱۹۵۸ میلادی) رمان‌نویس و نویسنده اهل ژاپن است که بابت رمان‌های نامعمول و غیرعادی، شعر و نقد ادبی شناخته می‌شود. او برنده چندین جایزه ادبی ژاپنی از جمله جایزه آکوتاگاوا، جایزه تانیزاکی، جایزه یومیوری و جایزه ادبی ایزومی کیوکا شده است. آثار او در ساخت چندین فیلم اقتباس شده و به بیش از ۱۵ زبان زندهٔ دنیا ترجمه شده است.

## اوایل زندگی و تحصیل
کاواکامی در سال ۱۹۵۸ در توکیو به دنیا آمد و در محله تاکایدو سوگینامی-کو، توکیو بزرگ شد. او در سال ۱۹۸۰ از کالج زنان دانشگاه اوچانومیزو فارغ‌التحصیل شد.

## حرفه
کاواکامی پس از فارغ‌التحصیلی از کالج، شروع به نوشتن و ویرایش برای یک مجله علمی-تخیلی به نام NW-SF نمود. اولین داستان کوتاه او، «شو-شیموکو» («دوبالان»)، در این مجله در سال ۱۹۸۰ چاپ شد. او همچنین در مدرسه راهنمایی و دبیرستان علوم تدریس می‌کرد، اما زمانی که شوهرش مجبور شد محل کار خود را عوض کند، خانه‌نشین و خانه‌دار شد.
کاواکامی در سال ۱۹۹۴، و در سن ۳۶ سالگی به عنوان یک نویسنده داستان‌های ادبی با مجموعه ای از داستان‌های کوتاه با عنوان کامیساما (خدا) شروع به کار کرد. در سال ۱۹۹۶ هبی وو فومی (رد روی مار) برنده جایزه آکوتاگاوا یکی از معتبرترین جوایز ادبی ژاپن شد. این داستان بعداً تحت عنوان  تاریخچه یک شب خیلی مختصر به انگلیسی ترجمه شد. او در سال ۲۰۰۱ جایزه تانیزاکی را برای رمانش Sensei no kaban (چمدان یا هوای عجیب در توکیو) دریافت کرد، داستانی عاشقانه دربارهٔ دوستی و عاشقی زنی سی ساله با معلم سابقش، مردی هفتاد ساله. پس از فاجعه هسته‌ای فوکوشیما دایچی، کاواکامی اولین داستان کوتاه خود کامیساما (خدا) را بازنویسی کرد، که طرح اصلی را حفظ کرد اما وقایع فوکوشیما را در داستان گنجاند.
در سال ۲۰۱۴، فیلم عشق و ماجراهای نیشینو یوکیهیکو بر اساس رمانی به همین نام از کاواکامی در سال ۲۰۰۳ و با بازی یوتاکا تاکه‌نوچی و ماچیکو اونو در سراسر کشور ژاپن اکران شد. در همان سال رمان سوئیسئی (صدای آب) کاواکامی توسط شرکت انتشاراتی بونگیشونجا منتشر شد. سوئیسئی در سال ۲۰۱۵ برنده شصت و ششمین جایزه یومیوری شد و یوکو اوگاوا که عضو کمیته انتخاب این جایزه بود، کتاب را به دلیل گسترش افق ادبیات تحسین کرد. در سال ۲۰۱۶، کتاب اوکینا توری نی ساراوارنای یو (برای آنکه مسحور پرندگان بزرگ‌تر نشوید)، که مجموعه ای از ۱۴ داستان کوتاه منتشر شده توسط کودانشا بود، برنده چهل و چهارمین جایزه ادبی ایزومی کیوکا شد.

## سبک نگارش
کار کاواکامی ابهام عاطفی را با توصیف خودمانی جزئیات تعاملات اجتماعی روزمره بررسی می‌کند. بسیاری از داستان‌های او عناصری از فانتزی و رئالیسم جادویی را در خود جای داده‌اند. نوشته‌های او با لوئیس کارول و بنانا یوشیموتو مقایسه شده است، و او گابریل گارسیا مارکز و جی. جی. بالارد را به عنوان تأثیرگذاران خود ذکر کرده است. بسیاری از داستان‌های کوتاه، چکیده رمان‌ها و مقاله‌های او به انگلیسی ترجمه شده‌اند، از جمله «کامیساما» («خدا خیرت دهد»)، «ماه و صدای طبل» (گزیده‌ای از رمان کیف معلم)،«موگرا وگورا»، «ماه آبی»، «عشق دهگانهٔ نیشینو» و «مردم محله من».

## گزیدهٔ جوایز و افتخارات
- ۱۹۹۶ - برندهٔ جایزه آکوتاگاوا[۵]
- ۱۹۹۹ - برندهٔ جایزه موراساکی شیکیبو[۲۱]
- ۲۰۰۰ - برندهٔ جایزهٔ ادبی ایتو سئی و جایزهٔ زنان نویسنده[۲۲]
- ۲۰۰۱ - برندهٔ جایزه تانیزاکی[۷]
- ۲۰۰۷ - برندهٔ پنجاه و هفتمین وزارت آموزش، فرهنگ، ورزش، علوم و فناوری برای ادبیات[۲۳]
- ۲۰۱۲ - نامزد دریافت جایزه ادبی مَنِ آسیا[۲۴]
- ۲۰۱۴ - نامزد جایزه مستقل ادبیات داستانی خارجی[۲۵]
- ۲۰۱۵ - برندهٔ شصت و ششمین دورهٔ جایزه یومیوری[۲۶]
- ۲۰۱۶ - برندهٔ چهل و چهارمین دورهٔ جایزه ادبی ایزومی کیوکا[۲۷]
- ۲۰۱۹ - مدال افتخار ژاپن با روبان ارغوانی